# Llista de topònims de Cabó
Llista de topònims (noms propis de lloc) del municipi de Cabó, a l'Alt Urgell
Informació actualitzada per un bot. Els canvis manuals es perdran quan s'actualitzi!

## borda
| imatge | Nom                       | Ubicat a | instància de | Detalls | coordenades                                                         | Protecció | Commons (més fotos) | Dades a WD                    |
| ------ | ------------------------- | -------- | ------------ | ------- | ------------------------------------------------------------------- | --------- | ------------------- | ----------------------------- |
|        | Barraca del Paraire       | Cabó     | borda        |         | 42° 15′ 30″ N, 1° 14′ 39″ E / 42.258291280149°N,1.24428319164531°E  |           |                     | Modifica les dades a Wikidata |
|        | Barraca del Sastre-llargo | Cabó     | borda        |         | 42° 16′ 09″ N, 1° 16′ 20″ E / 42.2691439199759°N,1.27218567466065°E |           |                     | Modifica les dades a Wikidata |
|        | Barraca del Serni         | Cabó     | borda        |         | 42° 13′ 02″ N, 1° 13′ 59″ E / 42.2172247557953°N,1.23316069825461°E |           |                     | Modifica les dades a Wikidata |
|        | Corral del Catarí         | Cabó     | borda        |         | 42° 14′ 50″ N, 1° 15′ 00″ E / 42.2472280683125°N,1.24991130253738°E |           |                     | Modifica les dades a Wikidata |
|        | Corral del Tisora         | Cabó     | borda        |         | 42° 14′ 52″ N, 1° 14′ 46″ E / 42.247683240561°N,1.24610475291662°E  |           |                     | Modifica les dades a Wikidata |
|        | borda de Favà             | Cabó     | borda        |         | 42° 13′ 56″ N, 1° 09′ 38″ E / 42.232222084987°N,1.1604828533908°E   |           |                     | Modifica les dades a Wikidata |
|        | borda de Favà             | Cabó     | borda        |         | 42° 15′ 36″ N, 1° 12′ 25″ E / 42.259975540585°N,1.2069577270465°E   |           |                     | Modifica les dades a Wikidata |
|        | borda de l'Ermengol       | Cabó     | borda        |         | 42° 13′ 17″ N, 1° 12′ 05″ E / 42.221280873442°N,1.20152119037142°E  |           |                     | Modifica les dades a Wikidata |
|        | borda de la Pastora       | Cabó     | borda        |         | 42° 13′ 49″ N, 1° 09′ 21″ E / 42.2301831294254°N,1.15587478151906°E |           |                     | Modifica les dades a Wikidata |
|        | borda de la Torre         | Cabó     | borda        |         | 42° 15′ 17″ N, 1° 10′ 23″ E / 42.2547004812372°N,1.17296851347649°E |           |                     | Modifica les dades a Wikidata |
|        | borda del Baixet          | Cabó     | borda        |         | 42° 13′ 05″ N, 1° 13′ 02″ E / 42.2179495562561°N,1.21714791677131°E |           |                     | Modifica les dades a Wikidata |
|        | borda del Batlle          | Cabó     | borda        |         | 42° 13′ 52″ N, 1° 09′ 52″ E / 42.23109°N,1.16443°E                  |           |                     | Modifica les dades a Wikidata |
|        | borda del Boix            | Cabó     | borda        |         | 42° 13′ 23″ N, 1° 12′ 55″ E / 42.2230648016578°N,1.21540458085979°E |           |                     | Modifica les dades a Wikidata |
|        | borda del Catarí          | Cabó     | borda        |         | 42° 15′ 34″ N, 1° 14′ 03″ E / 42.2594347885765°N,1.23429803398913°E |           |                     | Modifica les dades a Wikidata |
|        | borda del Duric           | Cabó     | borda        |         | 42° 15′ 46″ N, 1° 17′ 22″ E / 42.2628202787457°N,1.28950203423084°E |           |                     | Modifica les dades a Wikidata |
|        | borda del Fiter           | Cabó     | borda        |         | 42° 16′ 02″ N, 1° 16′ 28″ E / 42.2671970321819°N,1.27446986576733°E |           |                     | Modifica les dades a Wikidata |
|        | borda del Forner          | Cabó     | borda        |         | 42° 15′ 29″ N, 1° 13′ 30″ E / 42.2580760148099°N,1.22503740249855°E |           |                     | Modifica les dades a Wikidata |
|        | borda del Joanet          | Cabó     | borda        |         | 42° 13′ 20″ N, 1° 11′ 50″ E / 42.2222564351162°N,1.19711947829076°E |           |                     | Modifica les dades a Wikidata |
|        | borda del Moliner         | Cabó     | borda        |         | 42° 13′ 16″ N, 1° 12′ 20″ E / 42.221229977975°N,1.2056315202383°E   |           |                     | Modifica les dades a Wikidata |
|        | borda del Montellà        | Cabó     | borda        |         | 42° 13′ 48″ N, 1° 09′ 46″ E / 42.2299718362828°N,1.16290928228289°E |           |                     | Modifica les dades a Wikidata |
|        | borda del Morgó           | Cabó     | borda        |         | 42° 13′ 40″ N, 1° 10′ 09″ E / 42.227856989233°N,1.1690917645804°E   |           |                     | Modifica les dades a Wikidata |
|        | borda del Pelut           | Cabó     | borda        |         | 42° 14′ 06″ N, 1° 09′ 42″ E / 42.234941981434°N,1.1616157087613°E   |           |                     | Modifica les dades a Wikidata |
|        | borda del Puixet          | Cabó     | borda        |         | 42° 12′ 57″ N, 1° 13′ 07″ E / 42.2157278298327°N,1.21848251883547°E |           |                     | Modifica les dades a Wikidata |
|        | borda del Trota           | Cabó     | borda        |         | 42° 13′ 44″ N, 1° 10′ 10″ E / 42.2289136721011°N,1.16938656179368°E |           |                     | Modifica les dades a Wikidata |
|        | bordes d'Ares             | Cabó     | borda        |         | 42° 15′ 45″ N, 1° 17′ 21″ E / 42.2626°N,1.28904°E                   |           |                     | Modifica les dades a Wikidata |
|        | bordes del Paraire        | Cabó     | borda        |         | 42° 15′ 35″ N, 1° 15′ 20″ E / 42.259823150607°N,1.2554560247847°E   |           |                     | Modifica les dades a Wikidata |

## collada
| imatge | Nom                           | Ubicat a           | instància de | Detalls | coordenades                                                          | Protecció | Commons (més fotos) | Dades a WD                    |
| ------ | ----------------------------- | ------------------ | ------------ | ------- | -------------------------------------------------------------------- | --------- | ------------------- | ----------------------------- |
|        | Creu de l'Ovella              | Cabó               | collada      |         | 42° 13′ 31″ N, 1° 13′ 56″ E / 42.2251449020965°N,1.23224913983253°E  |           |                     | Modifica les dades a Wikidata |
|        | coll de la Creueta de Boumort | Cabó Conca de Dalt | collada      |         | 42° 14′ 12″ N, 1° 08′ 17″ E / 42.23673611°N,1.13805556°E 2045.6 msnm |           |                     | Modifica les dades a Wikidata |
|        | creu del Castell              | Cabó               | collada      |         | 42° 13′ 53″ N, 1° 11′ 17″ E / 42.2313824326192°N,1.18817100456939°E  |           |                     | Modifica les dades a Wikidata |

## cova
| imatge | Nom                     | Ubicat a | instància de | Detalls | coordenades                                                         | Protecció | Commons (més fotos) | Dades a WD                    |
| ------ | ----------------------- | -------- | ------------ | ------- | ------------------------------------------------------------------- | --------- | ------------------- | ----------------------------- |
|        | Espluga d'Anell         | Cabó     | cova         |         | 42° 14′ 16″ N, 1° 11′ 46″ E / 42.2378275627935°N,1.19597324956129°E |           |                     | Modifica les dades a Wikidata |
|        | Espluga de la Ventolana | Cabó     | cova         |         | 42° 14′ 03″ N, 1° 10′ 05″ E / 42.2341237309735°N,1.16798773404145°E |           |                     | Modifica les dades a Wikidata |
|        | Espluga dels Capellans  | Cabó     | cova         |         | 42° 14′ 21″ N, 1° 17′ 35″ E / 42.2391174582385°N,1.29317243890176°E |           |                     | Modifica les dades a Wikidata |
|        | Espluga dels Morts      | Cabó     | cova         |         | 42° 14′ 14″ N, 1° 08′ 56″ E / 42.2370933237762°N,1.14877770953181°E |           |                     | Modifica les dades a Wikidata |
|        | Forat de l'Olini        | Cabó     | cova         |         | 42° 14′ 01″ N, 1° 11′ 30″ E / 42.2335071514748°N,1.19155188046604°E |           |                     | Modifica les dades a Wikidata |
|        | Forat de la Cabra       | Cabó     | cova         |         | 42° 15′ 31″ N, 1° 11′ 44″ E / 42.2585786243146°N,1.1955029286901°E  |           |                     | Modifica les dades a Wikidata |
|        | Forat del Bou           | Cabó     | cova         |         | 42° 15′ 42″ N, 1° 09′ 39″ E / 42.2617904248377°N,1.16072469284829°E |           |                     | Modifica les dades a Wikidata |
|        | Forat del Simó          | Cabó     | cova         |         | 42° 15′ 10″ N, 1° 15′ 14″ E / 42.2526471092409°N,1.25388301536974°E |           |                     | Modifica les dades a Wikidata |
|        | Pou de Casa Santa       | Cabó     | cova         |         | 42° 12′ 36″ N, 1° 13′ 40″ E / 42.210001315128°N,1.22786229459273°E  |           |                     | Modifica les dades a Wikidata |

## dolmen
| imatge | Nom                     | Ubicat a | instància de | Detalls | coordenades                                                                  | Protecció | Commons (més fotos)     | Dades a WD                    |
| ------ | ----------------------- | -------- | ------------ | ------- | ---------------------------------------------------------------------------- | --------- | ----------------------- | ----------------------------- |
|        | dolmen de Boixedera     | Cabó     | dolmen       |         | 42° 14′ 11″ N, 1° 15′ 30″ E / 42.2364148458551°N,1.2583784917145°E           |           |                         | Modifica les dades a Wikidata |
|        | dolmen de Cal Llauna    | Cabó     | dolmen       |         | 42° 13′ 00″ N, 1° 18′ 19″ E / 42.21675°N,1.305238°E 741 msnm                 |           | Dolmen de Cal Llauna    | Modifica les dades a Wikidata |
|        | dolmen de Colomera      | Cabó     | dolmen       |         | 42° 13′ 11″ N, 1° 17′ 50″ E / 42.219719°N,1.297107°E 727 msnm                |           | Dolmen de Colomera      | Modifica les dades a Wikidata |
|        | dolmen de Peracabana    | Cabó     | dolmen       |         | 42° 13′ 43″ N, 1° 16′ 37″ E / 42.228627357181°N,1.2769153500518°E 750 msnm   |           | Dolmen de Peracabana    | Modifica les dades a Wikidata |
|        | dolmen de l'Oliva       | Cabó     | dolmen       |         | 42° 13′ 33″ N, 1° 17′ 06″ E / 42.2259558257664°N,1.28505722889898°E          |           |                         | Modifica les dades a Wikidata |
|        | dolmen del Mal Pas      | Cabó     | dolmen       |         | 42° 13′ 18″ N, 1° 17′ 32″ E / 42.221698°N,1.292105°E 737 msnm                |           | Dolmen del Mal Pas      | Modifica les dades a Wikidata |
|        | dolmen del Molí de Favà | Cabó     | dolmen       |         | 42° 14′ 42″ N, 1° 12′ 15″ E / 42.2449526376586°N,1.20409715150933°E 873 msnm |           | Dolmen del Molí de Favà | Modifica les dades a Wikidata |

## edifici
| imatge | Nom             | Ubicat a | instància de | Detalls                     | coordenades                                     | Protecció                                  | Commons (més fotos) | Dades a WD                    |
| ------ | --------------- | -------- | ------------ | --------------------------- | ----------------------------------------------- | ------------------------------------------ | ------------------- | ----------------------------- |
|        | Forn de l'Oliva | Cabó     | edifici      | Estil: arquitectura popular |                                                 | bé integrant del patrimoni cultural català |                     | Modifica les dades a Wikidata |
|        | Molí d'oli i vi | Cabó     | edifici      | Estil: arquitectura popular |                                                 | bé integrant del patrimoni cultural català |                     | Modifica les dades a Wikidata |
|        | Molí de Favà    | Cabó     | edifici      | Estil: arquitectura popular | 42° 14′ 42″ N, 1° 12′ 17″ E / 42.245°N,1.2046°E | bé integrant del patrimoni cultural català |                     | Modifica les dades a Wikidata |

## entitat singular de població
| imatge | Nom              | Ubicat a | instància de                                   | Detalls | coordenades                                                   | Protecció | Commons (més fotos) | Dades a WD                    |
| ------ | ---------------- | -------- | ---------------------------------------------- | ------- | ------------------------------------------------------------- | --------- | ------------------- | ----------------------------- |
|        | Cabó             | Cabó     | entitat singular de població capital municipal | 51 hab  | 42° 14′ 15″ N, 1° 14′ 50″ E / 42.237405°N,1.247138°E 745 msnm |           |                     | Modifica les dades a Wikidata |
|        | el Pujal de Cabó | Cabó     | entitat singular de població                   | 23 hab  | 42° 13′ 19″ N, 1° 18′ 45″ E / 42.222°N,1.3126°E 636 msnm      |           |                     | Modifica les dades a Wikidata |
|        | el Vilar de Cabó | Cabó     | entitat singular de població                   | 17 hab  | 42° 14′ 04″ N, 1° 16′ 14″ E / 42.2344°N,1.27057°E 708 msnm    |           | El Vilar de Cabó    | Modifica les dades a Wikidata |

## església
| imatge | Nom                                  | Ubicat a | instància de | Detalls                                      | coordenades                                                                      | Protecció                                  | Commons (més fotos)                  | Dades a WD                    |
| ------ | ------------------------------------ | -------- | ------------ | -------------------------------------------- | -------------------------------------------------------------------------------- | ------------------------------------------ | ------------------------------------ | ----------------------------- |
|        | Mare de Déu de la Concepció de Cabó  | Cabó     | església     | Estil: arquitectura popular                  | 42° 13′ 20″ N, 1° 18′ 47″ E / 42.222221°N,1.312956°E                             | bé integrant del patrimoni cultural català | Mare de Déu de la Concepció (Cabó)   | Modifica les dades a Wikidata |
|        | Mare de Déu del Carme de Cabó        | Cabó     | església     | Estil: arquitectura popular 19th century     | 42° 13′ 40″ N, 1° 10′ 46″ E / 42.2279°N,1.179564°E ca:Montellà de Cabó 1275 msnm | bé integrant del patrimoni cultural català |                                      | Modifica les dades a Wikidata |
|        | Sant Bartomeu de Favà                | Cabó     | església     | Estil: arquitectura romànica                 | 42° 14′ 50″ N, 1° 12′ 20″ E / 42.247206°N,1.205433°E 922 msnm                    | bé cultural d'interès local                | Sant Bartomeu de Favà                | Modifica les dades a Wikidata |
|        | Sant Bernabé d'Ares                  | Ares     | església     | Estil: arquitectura popular Estat: abandonat | 42° 14′ 49″ N, 1° 18′ 05″ E / 42.24692°N,1.301463°E                              | bé integrant del patrimoni cultural català |                                      | Modifica les dades a Wikidata |
|        | Sant Iscle de Senyús                 | Cabó     | església     | Estil: arquitectura romànica 11st century    | 42° 13′ 52″ N, 1° 12′ 18″ E / 42.231016°N,1.205019°E Senyús 1138 msnm            | bé integrant del patrimoni cultural català | Sant Iscle de Senyús                 | Modifica les dades a Wikidata |
|        | Sant Isidre i Sant Serni de Cabó Nou | Cabó     | església     | Estil: historicisme arquitectònic            | 42° 14′ 13″ N, 1° 14′ 49″ E / 42.237029°N,1.247024°E                             | bé cultural d'interès local                | Sant Isidre i Sant Serni de Cabó Nou | Modifica les dades a Wikidata |
|        | Sant Martí de Fontanet de Cabó       | Cabó     | església     | Estil: arquitectura popular                  | 42° 11′ 49″ N, 1° 19′ 00″ E / 42.196815°N,1.316609°E                             | bé integrant del patrimoni cultural català |                                      | Modifica les dades a Wikidata |
|        | Sant Miquel del Vilar de Cabó        | Cabó     | església     | Estil: arquitectura romànica                 | 42° 14′ 03″ N, 1° 16′ 19″ E / 42.2343°N,1.27194°E 715 msnm                       | bé cultural d'interès local                | Sant Miquel del Vilar de Cabó        | Modifica les dades a Wikidata |
|        | Sant Serni de Cabó                   | Cabó     | església     | Estil: arquitectura romànica                 | 42° 14′ 07″ N, 1° 14′ 35″ E / 42.2353°N,1.24315°E                                | bé cultural d'interès local                | Sant Serni de Cabó                   | Modifica les dades a Wikidata |

## font
| imatge | Nom                   | Ubicat a | instància de | Detalls | coordenades                                                         | Protecció | Commons (més fotos) | Dades a WD                    |
| ------ | --------------------- | -------- | ------------ | ------- | ------------------------------------------------------------------- | --------- | ------------------- | ----------------------------- |
|        | font Sobirana         | Cabó     | font         |         | 42° 13′ 01″ N, 1° 14′ 46″ E / 42.2170531068101°N,1.2460320622444°E  |           |                     | Modifica les dades a Wikidata |
|        | font de Llinars       | Cabó     | font         |         | 42° 13′ 35″ N, 1° 10′ 57″ E / 42.226268612748°N,1.1824664111393°E   |           |                     | Modifica les dades a Wikidata |
|        | font de Tragó         | Cabó     | font         |         | 42° 15′ 59″ N, 1° 15′ 40″ E / 42.2662552388159°N,1.26101270668522°E |           |                     | Modifica les dades a Wikidata |
|        | font de les Cornasses | Cabó     | font         |         | 42° 14′ 36″ N, 1° 10′ 04″ E / 42.2433946850493°N,1.16767097444047°E |           |                     | Modifica les dades a Wikidata |
|        | font del Terrer       | Cabó     | font         |         | 42° 14′ 12″ N, 1° 09′ 20″ E / 42.236645023752°N,1.1555067599695°E   |           |                     | Modifica les dades a Wikidata |
|        | font dels Aiguals     | Cabó     | font         |         | 42° 12′ 51″ N, 1° 12′ 47″ E / 42.214141974824°N,1.2131010795571°E   |           |                     | Modifica les dades a Wikidata |
|        | font dels Herbals     | Cabó     | font         |         | 42° 14′ 50″ N, 1° 16′ 25″ E / 42.2472166058038°N,1.27351161824938°E |           |                     | Modifica les dades a Wikidata |
|        | fonts Roges           | Cabó     | font         |         | 42° 13′ 24″ N, 1° 09′ 43″ E / 42.223239930832°N,1.1619553501998°E   |           |                     | Modifica les dades a Wikidata |
|        | fonts de Tramunt      | Cabó     | font         |         | 42° 13′ 17″ N, 1° 16′ 29″ E / 42.221389220324°N,1.2746889930103°E   |           |                     | Modifica les dades a Wikidata |

## masia
| imatge | Nom                    | Ubicat a | instància de | Detalls | coordenades                                                         | Protecció | Commons (més fotos) | Dades a WD                    |
| ------ | ---------------------- | -------- | ------------ | ------- | ------------------------------------------------------------------- | --------- | ------------------- | ----------------------------- |
|        | Anell                  | Cabó     | masia        |         | 42° 14′ 48″ N, 1° 11′ 48″ E / 42.2467350769241°N,1.19659211566313°E |           |                     | Modifica les dades a Wikidata |
|        | Cal Bollic             | Cabó     | masia        |         | 42° 14′ 09″ N, 1° 14′ 48″ E / 42.2358850597697°N,1.24666183728168°E |           |                     | Modifica les dades a Wikidata |
|        | Cal Candi              | Cabó     | masia        |         | 42° 14′ 16″ N, 1° 14′ 51″ E / 42.2377079949294°N,1.24749607419849°E |           |                     | Modifica les dades a Wikidata |
|        | Cal Casanova           | Cabó     | masia        |         | 42° 14′ 01″ N, 1° 16′ 13″ E / 42.2334774143015°N,1.27017794630078°E |           |                     | Modifica les dades a Wikidata |
|        | Cal Casó               | Cabó     | masia        |         | 42° 11′ 12″ N, 1° 15′ 00″ E / 42.1866918142977°N,1.2500082277366°E  |           |                     | Modifica les dades a Wikidata |
|        | Cal Disovo             | Cabó     | masia        |         | 42° 14′ 15″ N, 1° 14′ 55″ E / 42.2374088402123°N,1.24854661591375°E |           |                     | Modifica les dades a Wikidata |
|        | Cal Duric              | Cabó     | masia        |         | 42° 13′ 15″ N, 1° 18′ 45″ E / 42.2207144023477°N,1.31237565642257°E |           |                     | Modifica les dades a Wikidata |
|        | Cal Graell             | Cabó     | masia        |         | 42° 14′ 15″ N, 1° 14′ 49″ E / 42.2374470484091°N,1.24692156868783°E |           |                     | Modifica les dades a Wikidata |
|        | Cal Montserrat         | Cabó     | masia        |         | 42° 14′ 17″ N, 1° 14′ 56″ E / 42.2379532204114°N,1.24881030454484°E |           |                     | Modifica les dades a Wikidata |
|        | Cal Perarnau           | Cabó     | masia        |         | 42° 14′ 47″ N, 1° 11′ 48″ E / 42.2463056576971°N,1.19677404415736°E |           |                     | Modifica les dades a Wikidata |
|        | Cal Peretó             | Cabó     | masia        |         | 42° 14′ 50″ N, 1° 11′ 43″ E / 42.2473162751505°N,1.19518161966074°E |           |                     | Modifica les dades a Wikidata |
|        | Cal Perutxo            | Cabó     | masia        |         | 42° 14′ 51″ N, 1° 11′ 40″ E / 42.2476195117056°N,1.19442145581189°E |           |                     | Modifica les dades a Wikidata |
|        | Cal Serni              | Cabó     | masia        |         | 42° 13′ 03″ N, 1° 15′ 01″ E / 42.217423191758°N,1.25021378017164°E  |           |                     | Modifica les dades a Wikidata |
|        | Cal Simon              | Cabó     | masia        |         | 42° 14′ 06″ N, 1° 14′ 46″ E / 42.2349292824168°N,1.24599752696522°E |           |                     | Modifica les dades a Wikidata |
|        | Cal Trota              | Cabó     | masia        |         | 42° 14′ 19″ N, 1° 15′ 02″ E / 42.2384736694839°N,1.25045628563665°E |           |                     | Modifica les dades a Wikidata |
|        | Casa Vella del Pui     | Cabó     | masia        |         | 42° 14′ 40″ N, 1° 13′ 25″ E / 42.2445288336733°N,1.22372041282551°E |           |                     | Modifica les dades a Wikidata |
|        | Casa de l'Ametlla      | Cabó     | masia        |         | 42° 13′ 38″ N, 1° 18′ 04″ E / 42.227188371527°N,1.3011890522942°E   |           |                     | Modifica les dades a Wikidata |
|        | Favà                   | Cabó     | masia        |         | 42° 14′ 51″ N, 1° 12′ 35″ E / 42.247410929637°N,1.2097379288408°E   |           |                     | Modifica les dades a Wikidata |
|        | Fontanet               | Cabó     | masia        |         | 42° 11′ 49″ N, 1° 19′ 00″ E / 42.1968320980698°N,1.31676600786798°E |           |                     | Modifica les dades a Wikidata |
|        | Mas d'Encamp           | Cabó     | masia        |         | 42° 15′ 07″ N, 1° 11′ 20″ E / 42.2518650990919°N,1.1889545036773°E  |           |                     | Modifica les dades a Wikidata |
|        | Montellà               | Cabó     | masia        |         | 42° 13′ 41″ N, 1° 11′ 01″ E / 42.228088142014°N,1.1836259365313°E   |           |                     | Modifica les dades a Wikidata |
|        | Redols                 | Cabó     | masia        |         | 42° 14′ 50″ N, 1° 11′ 36″ E / 42.247178869459°N,1.19331887882146°E  |           |                     | Modifica les dades a Wikidata |
|        | el Corral de Baiximera | Cabó     | masia        |         | 42° 14′ 45″ N, 1° 11′ 31″ E / 42.2459692443478°N,1.19199586064433°E |           |                     | Modifica les dades a Wikidata |
|        | el Pui                 | Cabó     | masia        |         | 42° 14′ 22″ N, 1° 13′ 33″ E / 42.239554089032°N,1.225715594295°E    |           |                     | Modifica les dades a Wikidata |
|        | l'Oliva                | Cabó     | masia        |         | 42° 13′ 49″ N, 1° 17′ 08″ E / 42.2302949724628°N,1.28554564157134°E |           |                     | Modifica les dades a Wikidata |
|        | la Boixedera           | Cabó     | masia        |         | 42° 14′ 16″ N, 1° 15′ 37″ E / 42.237775114014°N,1.26018322587515°E  |           |                     | Modifica les dades a Wikidata |
|        | la Borda               | Cabó     | masia        |         | 42° 14′ 07″ N, 1° 15′ 47″ E / 42.2353219259534°N,1.2629167938596°E  |           |                     | Modifica les dades a Wikidata |
|        | la Mata de Callés      | Cabó     | masia        |         | 42° 16′ 05″ N, 1° 16′ 42″ E / 42.2680649845969°N,1.27828988178677°E |           |                     | Modifica les dades a Wikidata |
|        | la Serra               | Cabó     | masia        |         | 42° 13′ 40″ N, 1° 12′ 17″ E / 42.2278329891769°N,1.20470381276751°E |           |                     | Modifica les dades a Wikidata |

## molí d'aigua
| imatge | Nom                  | Ubicat a | instància de | Detalls                      | coordenades                                                         | Protecció                                  | Commons (més fotos) | Dades a WD                    |
| ------ | -------------------- | -------- | ------------ | ---------------------------- | ------------------------------------------------------------------- | ------------------------------------------ | ------------------- | ----------------------------- |
|        | Molins d'en Carabina | Cabó     | molí d'aigua | Estil: arquitectura romànica | 42° 14′ 15″ N, 1° 13′ 52″ E / 42.237474°N,1.231153°E                | bé integrant del patrimoni cultural català |                     | Modifica les dades a Wikidata |
|        | Molí de Boixadera    | Cabó     | molí d'aigua | Estil: arquitectura popular  | 42° 14′ 17″ N, 1° 15′ 32″ E / 42.23809°N,1.25897°E                  | bé cultural d'interès local                |                     | Modifica les dades a Wikidata |
|        | Molí de Favà         | Cabó     | molí d'aigua |                              | 42° 14′ 42″ N, 1° 12′ 16″ E / 42.2450387773034°N,1.20442196810646°E |                                            |                     | Modifica les dades a Wikidata |
|        | Molí de l'Amador     | Cabó     | molí d'aigua |                              | 42° 14′ 25″ N, 1° 13′ 06″ E / 42.240304303185°N,1.21844560295036°E  |                                            |                     | Modifica les dades a Wikidata |
|        | Molí de la Boixedera | Cabó     | molí d'aigua |                              | 42° 14′ 17″ N, 1° 15′ 32″ E / 42.2381247103473°N,1.25888895618988°E |                                            |                     | Modifica les dades a Wikidata |

## muntanya
| imatge | Nom                      | Ubicat a                                            | instància de | Detalls | coordenades                                                          | Protecció | Commons (més fotos) | Dades a WD                    |
| ------ | ------------------------ | --------------------------------------------------- | ------------ | ------- | -------------------------------------------------------------------- | --------- | ------------------- | ----------------------------- |
|        | Cap de Pla Redon         | Cabó les Valls d'Aguilar                            | muntanya     |         | 42° 16′ 32″ N, 1° 16′ 01″ E / 42.275525°N,1.26702°E 1846 msnm        |           |                     | Modifica les dades a Wikidata |
|        | Cap del Bosc del Pui     | Cabó                                                | muntanya     |         | 42° 14′ 04″ N, 1° 13′ 12″ E / 42.23456639°N,1.21991389°E 1136.5 msnm |           |                     | Modifica les dades a Wikidata |
|        | Los Colls                | Cabó                                                | muntanya     |         | 42° 13′ 56″ N, 1° 13′ 56″ E / 42.2321°N,1.23224°E 1039.7 msnm        |           |                     | Modifica les dades a Wikidata |
|        | Mont-roi                 | Cabó Coll de Nargó                                  | muntanya     |         | 42° 12′ 33″ N, 1° 17′ 01″ E / 42.20908889°N,1.28372389°E 1299.1 msnm |           |                     | Modifica les dades a Wikidata |
|        | Penya Aguda              | Cabó Coll de Nargó                                  | muntanya     |         | 42° 12′ 52″ N, 1° 16′ 02″ E / 42.214531°N,1.267256°E 1523 msnm       |           |                     | Modifica les dades a Wikidata |
|        | Penya-roja               | Cabó Coll de Nargó                                  | muntanya     |         | 42° 12′ 53″ N, 1° 15′ 28″ E / 42.2147°N,1.25773°E 1552.8 msnm        |           |                     | Modifica les dades a Wikidata |
|        | Roc del Quer             | Cabó                                                | muntanya     |         | 42° 14′ 28″ N, 1° 11′ 48″ E / 42.241°N,1.19677°E 1050 msnm           |           |                     | Modifica les dades a Wikidata |
|        | Roca Roja                | Cabó Coll de Nargó                                  | muntanya     |         | 42° 12′ 49″ N, 1° 11′ 44″ E / 42.2136°N,1.19555°E 1781.1 msnm        |           |                     | Modifica les dades a Wikidata |
|        | Roca de Senyús           | Cabó Coll de Nargó                                  | muntanya     |         | 42° 12′ 54″ N, 1° 11′ 02″ E / 42.21506389°N,1.1837925°E 1894.7 msnm  |           |                     | Modifica les dades a Wikidata |
|        | Roca del Codó            | Cabó Coll de Nargó                                  | muntanya     |         | 42° 12′ 47″ N, 1° 14′ 53″ E / 42.21298333°N,1.24798056°E 1626.1 msnm |           |                     | Modifica les dades a Wikidata |
|        | Tossal de Cabrit         | Cabó Coll de Nargó                                  | muntanya     |         | 42° 13′ 09″ N, 1° 10′ 25″ E / 42.2193°N,1.17374°E                    |           |                     | Modifica les dades a Wikidata |
|        | Tossal de Finestres      | Cabó                                                | muntanya     |         | 42° 13′ 23″ N, 1° 15′ 07″ E / 42.22311667°N,1.25194611°E 1037.7 msnm |           |                     | Modifica les dades a Wikidata |
|        | Tossal de Pomajor        | Cabó                                                | muntanya     |         | 42° 13′ 42″ N, 1° 15′ 48″ E / 42.2282°N,1.26338°E 872.3 msnm         |           |                     | Modifica les dades a Wikidata |
|        | Tossal de les Àligues    | Cabó                                                | muntanya     |         | 42° 15′ 30″ N, 1° 13′ 02″ E / 42.25834167°N,1.21722361°E 1641.1 msnm |           |                     | Modifica les dades a Wikidata |
|        | Tossalet del Roure       | Cabó                                                | muntanya     |         | 42° 14′ 40″ N, 1° 16′ 47″ E / 42.24457222°N,1.279675°E 1175 msnm     |           |                     | Modifica les dades a Wikidata |
|        | el Cogulló               | Cabó Fígols i Alinyà                                | muntanya     |         | 42° 14′ 38″ N, 1° 18′ 38″ E / 42.244°N,1.31053°E                     |           |                     | Modifica les dades a Wikidata |
|        | el Picalt                | Cabó                                                | muntanya     |         | 42° 15′ 52″ N, 1° 15′ 57″ E / 42.26453056°N,1.2659°E 1804.7 msnm     |           |                     | Modifica les dades a Wikidata |
|        | la Caubella              | Cabó                                                | muntanya     |         | 42° 15′ 25″ N, 1° 15′ 33″ E / 42.25685556°N,1.25908889°E 1742.9 msnm |           |                     | Modifica les dades a Wikidata |
|        | la Moixella              | Cabó                                                | muntanya     |         | 42° 15′ 48″ N, 1° 17′ 40″ E / 42.2633°N,1.2945°E 1652.3 msnm         |           |                     | Modifica les dades a Wikidata |
|        | roc dels Quatre Alcaldes | Baix Pallars Conca de Dalt Cabó les Valls d'Aguilar | muntanya     |         | 42° 15′ 29″ N, 1° 09′ 04″ E / 42.258°N,1.1511°E 1893.2 msnm          |           |                     | Modifica les dades a Wikidata |
|        | tossal Negre             | Cabó Conca de Dalt                                  | muntanya     |         | 42° 15′ 14″ N, 1° 09′ 19″ E / 42.254°N,1.15516°E 1890.6 msnm         |           |                     | Modifica les dades a Wikidata |
|        | tossal de Caners         | Cabó Conca de Dalt                                  | muntanya     |         | 42° 14′ 48″ N, 1° 09′ 30″ E / 42.24678056°N,1.15835556°E 1942.5 msnm |           |                     | Modifica les dades a Wikidata |

## nucli de població
| imatge | Nom               | Ubicat a | instància de      | Detalls | coordenades                                              | Protecció | Commons (més fotos) | Dades a WD                    |
| ------ | ----------------- | -------- | ----------------- | ------- | -------------------------------------------------------- | --------- | ------------------- | ----------------------------- |
|        | Ares              | Cabó     | nucli de població |         | 42° 14′ 48″ N, 1° 18′ 03″ E / 42.24668056°N,1.30092889°E |           |                     | Modifica les dades a Wikidata |
|        | Senyús            | Cabó     | nucli de població |         | 42° 13′ 50″ N, 1° 12′ 16″ E / 42.23055278°N,1.20456111°E |           |                     | Modifica les dades a Wikidata |
|        | el Cap de la Vall | Cabó     | nucli de població |         | 42° 14′ 49″ N, 1° 11′ 37″ E / 42.24698333°N,1.19358056°E |           |                     | Modifica les dades a Wikidata |

## pont
| imatge | Nom                              | Ubicat a | instància de   | Detalls                     | coordenades                                                         | Protecció                                  | Commons (més fotos)              | Dades a WD                    |
| ------ | -------------------------------- | -------- | -------------- | --------------------------- | ------------------------------------------------------------------- | ------------------------------------------ | -------------------------------- | ----------------------------- |
|        | Pont de Cabó                     | Cabó     | pont           | Estil: arquitectura popular | 42° 14′ 18″ N, 1° 14′ 55″ E / 42.238384°N,1.248501°E                | bé integrant del patrimoni cultural català |                                  | Modifica les dades a Wikidata |
|        | Pont del Vilar                   | Cabó     | pont           | Estil: arquitectura popular | 42° 14′ 10″ N, 1° 15′ 57″ E / 42.23617°N,1.26576°E                  | bé integrant del patrimoni cultural català | Pont del Vilar de Cabó           | Modifica les dades a Wikidata |
|        | Pont i aqüeducte de la Boixadera | Cabó     | pont aqüeducte | Estil: arquitectura popular | 42° 14′ 18″ N, 1° 15′ 34″ E / 42.238208°N,1.259426°E 700 msnm       | bé cultural d'interès local                | Pont i aqüeducte de la Boixadera | Modifica les dades a Wikidata |
|        | la Palanca                       | Cabó     | pont           |                             | 42° 14′ 10″ N, 1° 15′ 57″ E / 42.2361421329803°N,1.26593618566908°E |                                            |                                  | Modifica les dades a Wikidata |

## serra
| imatge | Nom                  | Ubicat a                 | instància de | Detalls | coordenades                                                                     | Protecció | Commons (més fotos) | Dades a WD                    |
| ------ | -------------------- | ------------------------ | ------------ | ------- | ------------------------------------------------------------------------------- | --------- | ------------------- | ----------------------------- |
|        | Lajoanit             | Cabó les Valls d'Aguilar | serra        |         | 42° 15′ 57″ N, 1° 10′ 43″ E / 42.26597222°N,1.17853056°E 1728.2 msnm            |           |                     | Modifica les dades a Wikidata |
|        | la Cogomera          | Cabó                     | serra        |         | 42° 14′ 18″ N, 1° 10′ 15″ E / 42.2383°N,1.17085°E 1784.7 msnm                   |           |                     | Modifica les dades a Wikidata |
|        | serra d'Ares         | Cabó Fígols i Alinyà     | serra        |         | 42° 15′ 16″ N, 1° 17′ 22″ E / 42.2545°N,1.28936°E                               |           |                     | Modifica les dades a Wikidata |
|        | serra de Mansull     | Cabó Coll de Nargó       | serra        |         | 42° 12′ 46″ N, 1° 15′ 12″ E / 42.21273055555555°N,1.253288888888889°E 1626 msnm |           |                     | Modifica les dades a Wikidata |
|        | serra de Prada       | Cabó                     | serra        |         | 42° 15′ 18″ N, 1° 15′ 30″ E / 42.255°N,1.25829°E 1790.6 msnm                    |           |                     | Modifica les dades a Wikidata |
|        | serrat Ample         | Cabó                     | serra        |         | 42° 12′ 58″ N, 1° 17′ 23″ E / 42.2161°N,1.28986°E 740.5 msnm                    |           |                     | Modifica les dades a Wikidata |
|        | serrat de l'Espasa   | Cabó les Valls d'Aguilar | serra        |         | 42° 16′ 01″ N, 1° 15′ 21″ E / 42.26688833°N,1.25580278°E 1646.7 msnm            |           |                     | Modifica les dades a Wikidata |
|        | serrat de la Costa   | Cabó                     | serra        |         | 42° 14′ 17″ N, 1° 17′ 40″ E / 42.23810556°N,1.294575°E 1402.6 msnm              |           |                     | Modifica les dades a Wikidata |
|        | serrat de les Roques | Cabó                     | serra        |         | 42° 14′ 25″ N, 1° 17′ 16″ E / 42.2404°N,1.28767°E 1091.5 msnm                   |           |                     | Modifica les dades a Wikidata |

## vèrtex geodèsic
| imatge | Nom       | Ubicat a | instància de    | Detalls   | coordenades                                                       | Protecció | Commons (més fotos) | Dades a WD                    |
| ------ | --------- | -------- | --------------- | --------- | ----------------------------------------------------------------- | --------- | ------------------- | ----------------------------- |
|        | Cogulló   | Cabó     | vèrtex geodèsic | Alt: 1.2m | 42° 14′ 38″ N, 1° 18′ 38″ E / 42.244001°N,1.310487°E 1655.48 msnm |           |                     | Modifica les dades a Wikidata |
|        | Pla Redón | Cabó     | vèrtex geodèsic | Alt: 1.2m | 42° 16′ 32″ N, 1° 16′ 01″ E / 42.27547°N,1.266934°E 1846.563 msnm |           |                     | Modifica les dades a Wikidata |

## Misc
| imatge | Nom                                | Ubicat a                                                         | instància de                                            | Detalls                           | coordenades | Protecció                                            | Commons (més fotos)   | Dades a WD                    |
| ------ | ---------------------------------- | ---------------------------------------------------------------- | ------------------------------------------------------- | --------------------------------- | --- | ---------------------------------------------------- | --------------------- | ----------------------------- |
|        | Castell de Cabó                    | Cabó                                                             | castell                                                 | Estil: arquitectura romànica 1115 | 42° 14′ 24″ N, 1° 14′ 49″ E / 42.2401138889°N,1.24683611111°E ca:Fragments de murs a la part alta del poble, Cabó 760 msnm | bé d'interès cultural bé cultural d'interès nacional |                       | Modifica les dades a Wikidata |
|        | Forat de Ruc                       | Cabó                                                             | abric rocós                                             |                                   | 42° 15′ 19″ N, 1° 12′ 13″ E / 42.2554020655429°N,1.20369150891679°E                                                        |                                                      |                       | Modifica les dades a Wikidata |
|        | Forn de calç de la Borda del Morgó | Cabó                                                             | forn de calç                                            | Estil: arquitectura popular       | | bé integrant del patrimoni cultural català           |                       | Modifica les dades a Wikidata |
|        | Torre de Perutxó                   | Cabó                                                             | torre de sentinella                                     | Estil: arquitectura romànica      | 42° 15′ 17″ N, 1° 10′ 21″ E / 42.254703°N,1.172611°E                                                                       | bé integrant del patrimoni cultural català           |                       | Modifica les dades a Wikidata |
|        | casa consistorial de Cabó          | Cabó                                                             | casa consistorial                                       |                                   | 42° 14′ 14″ N, 1° 14′ 49″ E / 42.237216°N,1.2469773°E                                                                      |                                                      | Ajuntament de Cabó    | Modifica les dades a Wikidata |
|        | prat Montaner                      | Conca de Dalt Cabó                                               | indret                                                  |                                   | 42° 14′ 34″ N, 1° 09′ 11″ E / 42.2428°N,1.15317°E                                                                          |                                                      |                       | Modifica les dades a Wikidata |
|        | riu de Cabó                        | Cabó Organyà                                                     | curs d'aigua                                            | Desemboca: Segre                  | 42° 15′ 26″ N, 1° 09′ 17″ E / 42.257312°N,1.154711°E 42° 13′ 05″ N, 1° 20′ 00″ E / 42.218188°N,1.333273°E                  |                                                      | Riu de Cabó           | Modifica les dades a Wikidata |
|        | serra de Boumort                   | Abella de la Conca Conca de Dalt Baix Pallars Cabó Coll de Nargó | serralada àrea protegida Pla d'Espais d'Interès Natural | 1992 Superfície: 10849.09533ha    | 42° 14′ 02″ N, 1° 07′ 31″ E / 42.234°N,1.12541°E                                                                           |                                                      | Parc Serra de Boumort | Modifica les dades a Wikidata |